# ヴィルダースヴィル
ヴィルダースヴィル（独: Wilderswil）は、スイスのベルン州にある基礎自治体（ゲマインデ）。
インターラーケンの南4km、ザクセテンバッハ川がリュートシーネ川に合流するベーデリー地方（トゥーン湖とブリエンツ湖のあいだ）の南端に位置する。付近にはアイガー、メンヒ、ユングフラウのそうそうたる名山が連なる。ゲマインデの最高地点は2413m。

## 歴史
このあたりには600年ごろにアラマンニ人が流入し、地名もこのころ付けられたとされる。1895年にホテル建設のため地盤を掘削したところ、18体の人骨と副葬品が収められた15基の墓が見つかった。
村が文献に初出するのは1224年のことで、ローテンフルー＝ヴィルダースヴィル男爵からヴァエディスヴィル男爵、ヴァイゼンバーク男爵、シャルナハタール男爵へと領主が転々とした。1500年ごろにベルン市の影響下に置かれた。

## 観光

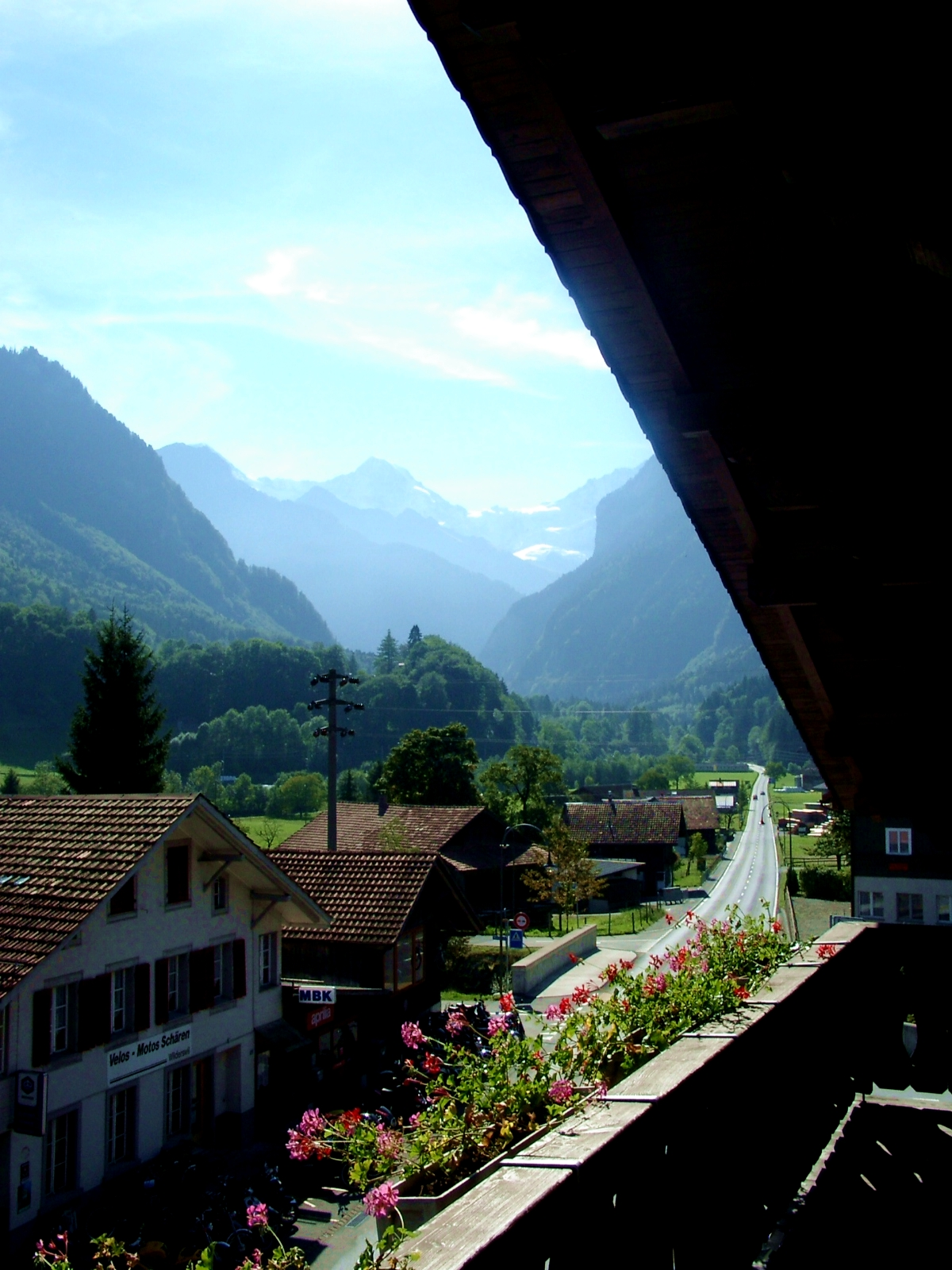
街並み

ユングフラウ観光の中心地として、町内には900床のベッドを備えた16軒のホテルないしモーテルがある。ほかにも別荘が300軒と、夏季限定のキャンプ場が1箇所ある。
A8高速道路やインターラーケンから鉄道でのアクセスが便利。ヴィルダースヴィル駅はシーニゲ・プラッテ鉄道とベルナーオーバーラント鉄道が乗り入れるターミナル駅である。

## 地理
総面積13.5平方キロのうち21.7%が農業用地、55.9%が森林、7.9%が開拓地（建造物および道路）、14.5%が非生産地（河川、氷河および山岳）で占められる。

## 人口統計
2010年末現在の総人口は2501人である。2007年には人口の8.3%が外国籍の人々で占められていた。ここ10年間の人口増加率は18.5%である。住民の94.5%がドイツ語を、1.0%がクロアチア語を、0.9%がイタリア語をそれぞれ母語とする。
直近の2007年の選挙で最も票を集めたのは国民党で、投票総数の35.4%が流れた。以下、自由民主党（18.4%）、社会民主党（16.7%）、緑の党（12.3%）の順に続いた。
2000年の人口構成は19歳以下が25%、20歳から64歳が59.6%、65歳以上が15.5%であった。25歳から64歳までの住民の78.7%が高等教育を修了している。
失業率は2.69%である。2005年の時点で、43人が第一次産業の21事業所に、375人が第二次産業の24事業所に、484人が第三次産業の75事業所に勤めている。

## ゆかりの人物
- ウルス・レバー - 元アルペンスキー選手